# جير كونينغهام
جير كونينغهام (بالإنجليزية: Ger Cunningham)‏ هو لاعب قذف أيرلندي، ولد في 30 أغسطس 1961 في Togher, Cork ‏ في جمهورية أيرلندا.